# San Miguel Chicahua
San Miguel Chicahua è un comune del Messico, situato nello stato di Oaxaca.